# حكومة حيدر العبادي
الحكومة العراقية 2014 برئاسة حيدر العبادي نالت ثقة البرلمان العراقي في 8 أيلول 2014 وضمت كلاً من:
| الوزارة                            | الاسم                                                                           | ملاحظات                                                                                                 |
| ---------------------------------- | ------------------------------------------------------------------------------- | --- |
| وزارة الخارجية                     | إبراهيم الجعفري (2014-2018)                                                     | |
| وزارة الدفاع                       | خالد العبيدي (2014-2016) عرفان الحيالي (2016-2018)                              | اقيل خالد العبيدي من قبل البرلمان وعين عرفان الحيالي مكانه                                              |
| وزارة الداخلية                     | محمد سالم الغبان (2014-2016) قاسم الأعرجي (2016-2018)                           | عين قاسم الأعرجي بعد استقالة محمد الغبان                                                                |
| وزارة النقل والمواصلات             | باقر جبر الزبيدي (2014-2016) كاظم فنجان الحمامي (2016-2018)                     | عين كاظم الفنجاني عند ترشيحات العبادي للتكنوقراط                                                        |
| وزارة النفط                        | عادل عبد المهدي (2014-2016) جبار اللعيبي (2016-2018)                            | عين جبار اللعيبي وزير للنفط بعد استقالة عادل عبد المهدي                                                 |
| وزارة الكهرباء                     | قاسم الفهداوي (2014-2018)                                                       | |
| وزارة التخطيط                      | سلمان الجميلي (2014-2018)                                                       | |
| وزارة المالية                      | هوشيار زيباري (2014-2016) عبد الرزاق العيسى (بالوكالة) (2016-2018)              | اقيل هوشيار الزيباري من قبل البرلمان بعد إتهامه بالفساد وأصبح عبد الرزاق العيسى وزيراً بالوكالة          |
| وزارة العمل والشؤون الإجتماعية     | محمد شياع السوداني (2014-2018)                                                  | |
| وزارة الصحة والبيئة                | عديلة حمود العبودي (2014-2018)                                                  | |
| وزارة الشباب والرياضة              | عبد الحسين عبطان (2014-2018)                                                    | |
| وزارة العدل                        | حيدر الزاملي (2014-2018)                                                        | |
| وزارة التعليم العالي والبحث العلمي | حسين الشهرستاني (2014-2016) عبد الرزاق العيسى (2016-2018)                       | اقيل حسين الشهرستاني وعين عبد الرزاق العيسى مكانه                                                       |
| وزارة التربية والتعليم             | محمد إقبال (2014-2018)                                                          | |
| وزارة الدولة لشؤون المحافظات       | أحمد عبدالله عابد خلف الجبوري (2014-2016)                                       | اُلغيت الوزارة بقرار من مجلس الوزارء نتيجة الأزمة المالية وقتها                                          |
| وزارة الإعمار والإسكان             | طارق الخيكاني (2014-2016) آن نافع أوسي (2016-2018)                              | اقيل طارق الخيكاني بعد دمج الوزارة مع وزارة البلديات لتصبح الوزيرة ان نافع أوسي هي المشرف على القطاعين. |
| وزارة الزراعة                      | فلاح حسن الزيدان (2014-2018)                                                    | |
| وزارة العلوم                       | فارس يوسف ججو (2014-2016)                                                       | اقيل بعد دمج الوزارة مع وزارة التعليم العالي                                                            |
| وزارة حقوق الإنسان                 | محمد مهدي البياتي (2014-2016)                                                   | اقيل بعد إلغاء الوزارة نتيجة الأزمة المالية وقتها                                                       |
| وزارة الإتصالات والبريد            | حسن الراشد (2014-2018)                                                          | |
| وزارة الثقافة                      | فرياد راوندوزي (2014-2018)                                                      | |
| وزارة البلديات                     | عبد الكريم يونس عيلان (2014-2016)                                               | أقيل بعد دمج الوزارة مع الإسكان والاعمار                                                                |
| وزارة الصناعة والمعادن             | نصير العيساوي (2014-2016) محمد شياع السوداني (بالوكالة) (2016-2018)             | |
| وزارة الموارد المائية والري        | حسن هاني الجنابي (2016-2018)                                                    | |
| وزارة التجارة                      | ملاس محمد عبد الكريم الكسنزاني (2014-2015) سلمان الجميلي (بالوكالة) (2016-2018) | ترك منصبه بعد هربهِ من العراق على خلفية الأتهامات الموجهة له بالفساد ثم عُين سلمان الجميلي وزيراً بالوكالة |
| وزارة السياحة والآثار              | عادل فهد الشرشاب (2014-2018)                                                    | |
| وزارة حقوق المرأة                  | بيان نوري (2014-2015)                                                           | اقيلت الوزيرة بيان نوري بعد إلغاء الوزارة                                                               |
| وزارة الهجرة و المهجرين            | جاسم محمد الجاف (2014-2018)                                                     | |